# Кірсанов Павло Тимофійович
Павло Тимофійович Кірсанов (Кирсанов) (1905 — ?) —  радянський і партійний діяч, секретар Одеського обкому КП(б)У, голова Одеської обласної ради профспілок, 1-й секретар Первомайського міського комітету КП(б)У Одеської (Миколаївської) області.

## Життєпис
Член ВКП(б).
На 1940—1941 роки — 1-й секретар Первомайського міського комітету КП(б)У Одеської (тепер Миколаївської) області.
З 26 квітня по жовтень 1941 року — секретар Одеського обласного комітету КП(б)У із легкої і місцевої промисловості.
Під час німецько-радянської війни перебував в евакуації.
У жовтні 1944 — квітні 1946 року — заступник секретаря Одеського обласного комітету КП(б)У із легкої і місцевої промисловості — завідувач відділу легкої і місцевої промисловості Одеського обласного комітету КП(б)У.
У квітні 1946 — жовтні 1948 року — заступник секретаря Одеського обласного комітету КП(б)У із будівництва і будівельних матеріалів — завідувач відділу із будівництва і будівельних матеріалів Одеського обласного комітету КП(б)У.
У жовтні 1948 — після 1951 року — голова Одеської обласної ради професійних спілок.
Подальша доля невідома.

## Нагороди
- орден «Знак Пошани» (23.01.1948)
- медалі